# Michael Whelan
Michael Whelan (n. 29 iunie 1950, Culver City, California, SUA) este un artist american de realism imaginativ. Timp de mai bine de 30 de ani, a lucrat ca ilustrator, specializându-se în ilustrații de copertă și de interior a unor volume de science fiction și fantasy.  Începând cu mijlocul anilor 1990, a urmat o carieră în artă, vânzând tablouri la comandă prin galerii de artă contemporană din Statele Unite și prin intermediul site-ului său web.
Science Fiction Hall of Fame de la Museum of Pop Culture din Seattle, Washington l-a inclus pe Whelan în iunie 2009, fiind primul artist în viață care a fost astfel onorat.
Picturile sale au apărut pe coperțile a peste 350 de cărți și reviste, inclusiv multe romane ale lui Stephen King, majoritatea edițiilor Del Rey ale seriei Dragonriders of Pern de Anne McCaffrey, seria Incarnations of Immortality  a lui Piers Anthony, ediția Del Rey a seriei Marte a lui Edgar Rice Burroughs, seria Melaniei Rawn Dragon Prince and Dragon Star, edițiile Del Rey ale colecțiilor de povestiri ale lui H. P. Lovecraft, edițiile DAW ale cărților cu Elric din Melniboné scrise de Michael Moorcock, numeroase ediții DAW ale cărților scriitoarei C. J. Cherryh, multe dintre romanele lui Robert A. Heinlein, inclusiv Vineri și The Cat Who Walks Through Walls, edițiile Ace ale romanelor Fuzzy ale lui H. Beam Piper și Memory, Sorrow, and Thorn, Otherland  și seria Shadowmarch de Tad Williams și The Stormlight Archive  de Brandon Sanderson. Whelan a realizat coperte și ilustrații interioare pentru Turnul întunecat: Pistolarul și Turnul întunecat VII de Stephen King, prima și ultima dintre cărțile seriei Turnul întunecat. 
Michael Whelan a creat arta de copertă a numeroase albume de înregistrări muzicale, inclusiv albumul Epidemic of Violence al formației Demolition Hammer, Victory al The Jackson 5; Beneath the Remains, Arise, Chaos A.D. și Roots ale formației Sepultura; Dark Ages al formației Soulfly; Cause of Death al formației  Obituary și fiecare album influențat de Elric din Melniboné al formației Cirith Ungol. El a pictat lucrări originale pentru coperțile albumelor Bat Out of Hell II: Back into Hell al formației Meat Loaf și The Very Best of Meat Loaf . A pictat coperta pentru albumul Infected Nations al trupei de thrash metal Evile.